# 斯塔夫尼基
50°0′28″N 24°11′54″E / 50.00778°N 24.19833°E
斯塔夫尼基（羅馬化：Stavnyky）是烏克蘭西部的村莊，隸屬利維夫州的利維夫區。該村始建於1900年，面積3.65平方公里，海拔高度249米，2023年人口36，人口密度每平方公里27.66人。